# یوسوکه ناکامورا
یوسوکه ناکامورا (ژاپنی: 中村 友亮؛ زادهٔ ۶ اکتبر ۱۹۸۶) یک بازیکن فوتبال اهل ژاپن است.
از باشگاه‌هایی که در آن بازی کرده‌است می‌توان به باشگاه فوتبال ویسل کوبه و باشگاه فوتبال ریوکیو اشاره کرد.